# Heteropogon stonei
Heteropogon stonei là một loài ruồi trong họ Asilidae. Heteropogon stonei được Wilcox miêu tả năm 1965. Loài này phân bố ở vùng Tân Bắc giới.